# Reforma da ortografia sueca de 1906

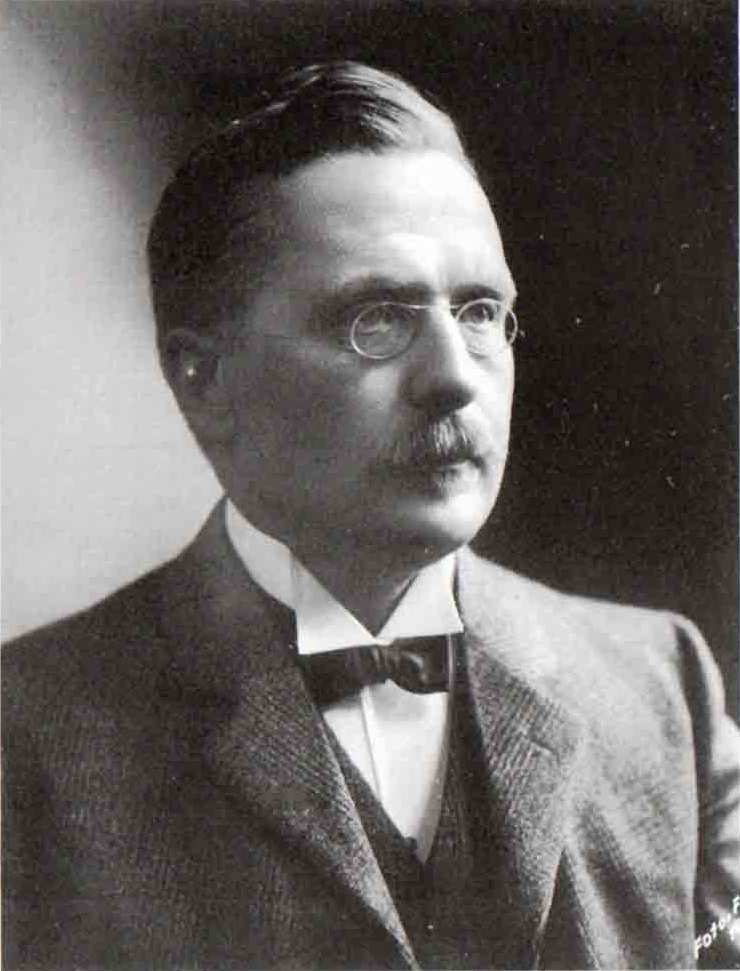
Fridtjuv Berg, o impulsionador da reforma ortográfica da língua sueca em 1906

A Reforma ortográfica da língua sueca de 1906 (em sueco: 1906 års stavningsreform) foi realizada em 1906,  abrangendo todas as palavras da língua sueca e estabilizando definitivamente a ortografia em uso no idioma. Passou a haver uma ”norma oficial”, com a Academia Sueca no papel de guardiã dessa norma através do Vocabulário Ortográfico da Academia Sueca (Svenska Akademiens Ordlista, SAOL).

Entre outras coisas, foram simplificadas as grafias de "v" e "t", tendo as formas antigas "f"/"fv"/"hv" sido substituídas por "v", e a forma "dt" por "t".

| Antes da reforma ortográfica de 1906 | Depois da reforma ortográfica de 1906 | Português |
| ------------------------------------ | ------------------------------------- | --------- |
| af                                   | av                                    | de        |
| öfver                                | över                                  | sobre     |
| hvad                                 | vad                                   | o que     |
| hval                                 | val                                   | baleia    |
| hvarför                              | varför                                | por que?  |
| hvem                                 | vem                                   | quem      |
| rödt                                 | rött                                  | vermelho  |

A reforma ortográfica foi implementada sucessivamente. Em 1906, os novos manuais escolares de sueco adotaram a nova ortografia, e em 1908 foi a vez das outras matérias escolares. Dentro da literatura e dos jornais, a nova ortografia ganhou lentamente terreno. Os mais jovens aceitaram mais rapidamente a mudança, enquanto os mais velhos levaram mais tempo para a adotar. Com a implementação da reforma, a língua sueca entrou num período de grande estabilidade.

Em certos círculos, a reforma ortográfica causou amargura, ao mesmo tempo que foi criticada por outros por não ser mais abrangente - Por que não acabar igualmente com as grafias múltiplas do som /j/, substituindo "dj" e "hj" por "j"? Uma bolsa de resistência foi a revista erudita  ”Nordisk Tidskrift” (Revista Nórdica), com a motivação de que a reforma não tinha sido nórdica. Em 1908, foi entregue ao rei da Suécia uma petição com 40.000 nomes pedindo uma revisão da reforma ortográfica, mas sem nenhum resultado. 

Em abril de 1906, o ministro Fridtjuv Berg mandou publicar um decreto real promulgando a execução da reforma.

## Sueco-Norueguês-Dinamarquês
A reforma da ortografia sueca afastou um pouco a escrita sueca das restantes escritas escandinavas.

Em norueguês e dinamarquês ainda se usa "dt" e "hv" em algumas situações.

| Em dinamarquês | Em sueco | Português |
| -------------- | -------- | --------- |
| godt           | gott     | bom       |